# Mảng Ả Rập

Mảng Ả Rập, thể hiện trong hình là màu vàng tươi ở mé phải

Mảng Ả Rập là một trong ba mảng kiến tạo (mảng lớp vỏ châu Phi, Ả Rập và Ấn Độ) đã chuyển động về phía bắc trong hàng triệu năm va chạm không thể tránh được với mảng Á-Âu. Điều này tạo ra sự trộn lẫn các miếng của mảng và tạo ra các dãy núi trải dài ở phía tây, từ Pyrénées, vượt qua miền nam châu Âu và Trung Đông tới khu vực dãy núi Himalaya và các dãy núi ở đông nam châu Á.
Mảng Ả Rập bao gồm chủ yếu là bán đảo Ả Rập; nó trải dài về phía bắc tới Thổ Nhĩ Kỳ. Các ranh giới của mảng là:
- Đông: với mảng Ấn Độ-Australia (mảng Ấn-Úc).
- Nam: với mảng châu Phi về phía tây và mảng Ấn Độ-Australia về phía đông.
- Tây: có ranh giới là phay chuyển dạng trượt trái gọi là Phay chuyển dạng biển Chết (DST) với mảng châu Phi và ranh giới phân kỳ với mảng châu Phi là lũng hẹp biển Đỏ (ripơ biển Đỏ), chạy dọc theo chiều dài của biển Đỏ và nối với phay chuyển dạng biển Chết.
- Bắc: ranh giới hội tụ phức tạp với mảng Anatolia và mảng Á-Âu.

Mảng Ả Rập từng là một phần của mảng châu Phi trong phần lớn thời gian của liên đại Hiển sinh (khoảng đại Cổ sinh - đại Trung sinh), cho tới tận thế Oligocen của đại Tân sinh. Sự hình thành lũng hẹp biển Đỏ bắt đầu trong thế Eocen, nhưng sự chia tách châu Phi và bán đảo Ả Rập đã diễn ra vào thế Oligocen và kể từ đó mảng Ả Rập đã chuyển động chậm về phía mảng Á-Âu.
Sự va chạm giữa mảng Ả Rập với mảng Á-Âu đã tạo ra dãy núi Zagros ở Iran.